# قرار مجلس الأمن التابع للأمم المتحدة رقم 1001
قرار مجلس الأمن التابع للأمم المتحدة رقم 1001، الذي اتخذ بالإجماع في 30 حزيران / يونيو 1995، بعد إعادة تأكيد القرارات 813 (1993) و 856 (1993) و 866 (1993) و 911 (1994) و 950 (1994) و 972 (1995) و 985 ( 1995) بشأن ليبريا، ناقش المجلس تنفيذ اتفاقات السلام في البلد ومدد ولاية بعثة مراقبي الأمم المتحدة في ليبريا حتى 15 أيلول / سبتمبر 1995
وأشار المجلس إلى أنه سيلزم بذل مزيد من الجهود، بما في ذلك من جانب الجماعة الاقتصادية لدول غرب أفريقيا، لدفع عملية السلام قدما. ولا يوجد حتى الآن مجلس دولة قائم ولا يوجد وقف لإطلاق النار. وأعرب المجلس عن قبقه إزاء القتال بين الفصائل وداخل الفصائل في أجزاء من ليبيريا والذي كان له أثر ضار على السكان المدنيين وجهود الوكالات الإنسانية لتقديم الإغاثة. وحث الأطراف على احترام القانون الإنساني الدولي وحقوق الإنسان. استمرت الانتهاكات لحظر الأسلحة المفروض بموجب القرار 788 (1992).
وشدد مجلس الأمن على أن المزيد من الدعم من المجتمع الدولي لعملية السلام سيعتمد على الإجراءات التي تتخذها الأطراف الليبرية لحل النزاع سلميا. وبتمديد ولاية بعثة مراقبي الأمم المتحدة في ليبريا حتى 15 أيلول / سبتمبر 1995، توقع المجلس أن تستخدم الأطراف هذا الوقت لتحقيق تقدم كبير نحو تنفيذ مختلف الاتفاقات، وتحديدا من أجل:
(أ) تنصيب مجلس الدولة؛
(ب) استعادة وقف إطلاق النار؛
(ج) فك اشتباك جميع القوات؛
(د) وضع جدول زمني لتنفيذ جوانب اتفاقات السلام.
إذا لم تنفذ الخطوات بحلول 15 أيلول / سبتمبر، فلن تمدد ولاية بعثة مراقبي الأمم المتحدة في ليبريا، ولكن إذا تم ذلك، فسيتم تعزيزها. ودُعي الطرفان في ليبيريا إلى احترام مركز أفراد بعثة مراقبي الأمم المتحدة في ليبيريا وقوة حفظ السلام التابعة لفريق الرصد التابع للجماعة الاقتصادية لدول غرب أفريقيا والسماح بوصول المساعدة الإنسانية إلى السكان. وحث المجتمع الدولي على بذل جهود أكبر، بما في ذلك المساهمات في صندوق لتقديم المساعدة، والجهود السياسية التي تبذلها منظمة الوحدة الأفريقية والتعاون بين بعثة مراقبي الأمم المتحدة في ليبريا وفريق المراقبين العسكريين.
وأخيرا ، طُلب من الأمين العام بطرس بطرس غالي أن يقدم تقريرا إلى المجلس بحلول 15 أيلول / سبتمبر 1995 عن الحالة في البلد.

## روابط خارجية
- نص القرار في undocs.org